# MORE (雑誌)
『MORE』（モア）は、集英社から刊行されている女性向けファッション雑誌。毎月28日発売。

## 概要
1977年創刊。20代から30代のOLを主要ターゲットとし、実質的な『non-no』の上位版にあたる。
同日発売の『with』（講談社）とは誌面の構成・掲載商品などが似通っており、何かと対比されることが多い。
なお、毎年12月号（10月28日発売）は嵐が表紙を飾る。
2023年9月28日発売の同年11月号から刊行形態を変更し、年4回発行の季刊誌になることを同年6月に発表した。

## モアモデルズ一覧
2025年1月時点。

### モアモデル
本誌所属のファッションモデル。大多数が同じ集英社のものを含む、他誌と掛け持ちで出演している。
- 井桁弘恵（専属）
- 川口ゆりな（専属）
- 大友花恋（専属）
- 本田翼
- 内田理央
- 江野沢愛美
- 新川優愛
- 鈴木友菜
- 土屋巴瑞季
- 松本愛
- 逢沢りな

### モアビューティズ
主に、メイク・コスメ・各種ケア・ケアアイテムなど、美容法全般を紹介するメンバーおよび被体モデル。
- 田中里奈
- 武智志穂
- AMO
- 岡本静香
- 高山直子
- 村田倫子
- 木野園子
- ゆきら

### 過去に登場したモデル
- 愛可
- 朝川ちあき
- AYUMI
- 飯豊まりえ
- 石川亜沙美
- 市川紗椰
- 岩崎良美
- 梅澤レナ
- エミ・レナータ
- 大石参月
- 大森美知
- 大屋夏南
- 小澤朋美
- 落合恭子
- 加藤幸子
- 加藤夏希
- 唐田えりか
- 神田咲実
- 菊地晴美
- 木口美和子
- 岸本セシル
- 木村朱美
- クリスティーナ
- 小濱庸子
- 近藤圭都
- 佐藤ありさ
- 佐藤栞里
- 篠田麻里子
- 菅井悦子
- 杉下理世
- 鈴木えみ
- 鈴木サチ
- SHIHO
- SONOMI
- 高垣麗子
- 高橋佳奈
- 竹下玲奈
- 田中伸子
- 田中美保
- ナオ
- 永田杏奈
- 中原歩
- 成松阿留奈
- ニコル
- NORIKO
- 浜島直子
- 比留川游
- 福田明子
- 藤澤恵麻
- 三宅ひとみ
- 森絵梨佳
- 森郁月
- 森貴美子
- 森下紀子
- 八木秋香
- 矢野未希子
- 山口いづみ
- 山田みお
- Lina
- 和田えりか

## 関連番組
- MOREはっぴーTV（2014年10月16日 - 2015年3月26日、BS-TBS）

本誌と連動した情報番組。本誌所属のモアモデルズ・田中美保がメインMCを務め、他のモアモデルズ・モアビューティズのメンバーが不定期に出演していた。